# 21:37
21:37 – powieść kryminalna polskiego pisarza Mariusza Czubaja, pierwsza część przygód profilera Rudolfa Heinza. Akcja książki toczy się wiosną 2007 w Warszawie oraz na Śląsku.
Pierwsze wydanie książki ukazało się nakładem Wydawnictwa W.A.B. w 2008. Autor otrzymał w 2009 za tę książkę Nagrodę Wielkiego Kalibru.

## Treść
Wiosną 2007 w Warszawie, w okolicach Centrum Olimpijskiego, zostają odnalezione zwłoki dwóch uduszonych mężczyzn z workami na głowach. Śledztwo wykazuje, iż zmarli należeli do kleryków z pobliskiego żoliborskiego seminarium duchownego. Szczególne okoliczności zbrodni powodują powołanie specjalnej grupy operacyjnej, do której powołany zostaje także Rudolf Heinz – kształcony między innymi w ośrodku FBI w Quantico – specjalista od budowania portretów psychologicznych. Wraz z biegiem sprawy staje się ona coraz bardziej delikatna, gdyż podejrzenia kierują się ku wpływowym i szanowanym osobom, między innymi ku przełożonym z seminarium, a także ku znanym biznesmenom. Dodatkową komplikacją śledztwa staje się działający na Śląsku zabójca samotnych kobiet.